# Nrnadsor
Nrnadsor ou Nrnadzor (en arménien Նռնաձոր ; anciennement Nyuvadi) est une communauté rurale du marz de Syunik en Arménie. En 2011, elle compte 141 habitants.

## Géographie

### Situation
Nrnadsor est située à 30 km de la ville de Meghri et à 108 km de Kapan, la capitale régionale.

### Topographie
L'altitude moyenne de Nrnadsor est de 650 m.

### Territoire
La communauté couvre 11 773 hectares, dont :
- 4 696 ha de terrains agricoles ;
- 17 ha de terrains industriels ;
- 65 ha alloués aux infrastructures énergétiques, de transport, de communication, etc. ;
- 6 637 ha d'aires protégées ;
- 90 ha d'eau[4].

## Politique
Le maire (ou plus correctement le chef de la communauté) de Nrnadsor est depuis 2006 Mkrtich Mkrtchyan, membre du Parti républicain d'Arménie.
| Début | Fin  | Nom               | Parti                       |
| ----- | ---- | ----------------- | --------------------------- |
| 2006  | 2010 | Mkrtich Mkrtchyan | Parti républicain d'Arménie |
| 2010  | 2014 | Mkrtich Mkrtchyan | Parti républicain d'Arménie |
| 2014  | --   | Alexan Boyajyan   | indépendant                 |

## Économie
L'économie de la communauté repose principalement sur l'agriculture.

## Démographie
| 2001 | 2008 | 2011 |
| ---- | ---- | ---- |
| 152  | 145  | 141  |